# Mercato delle Pulci (Palermo)

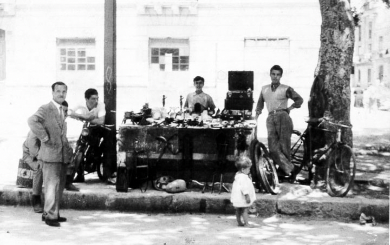
Venditori al Mercato delle Pulci.

Il Mercato delle Pulci è un mercatino storico di Palermo, noto per rappresentare una mostra permanente dell'antiquariato italiano e siciliano; nel mercato infatti è possibile reperire oggetti antichi, mobili vecchi e curiosità varie, fra cui sempre più frequenti oggetti di modernariato degli anni sessanta e settanta.
Assieme altri mercati di Palermo come Ballarò, La Vucciria, Lattarini e Il Capo, svolge un importante compito di punto di smercio al dettaglio.
Si trova dietro alla Cattedrale di Palermo, in Piazza Peranni, anche detta u Papireto per via del laghetto dei papiri che si formava proprio nelle vicinanze, dove si incontravano i fiumi che solcavano la città vecchia: il Kemonia e il Papireto.

## Storia

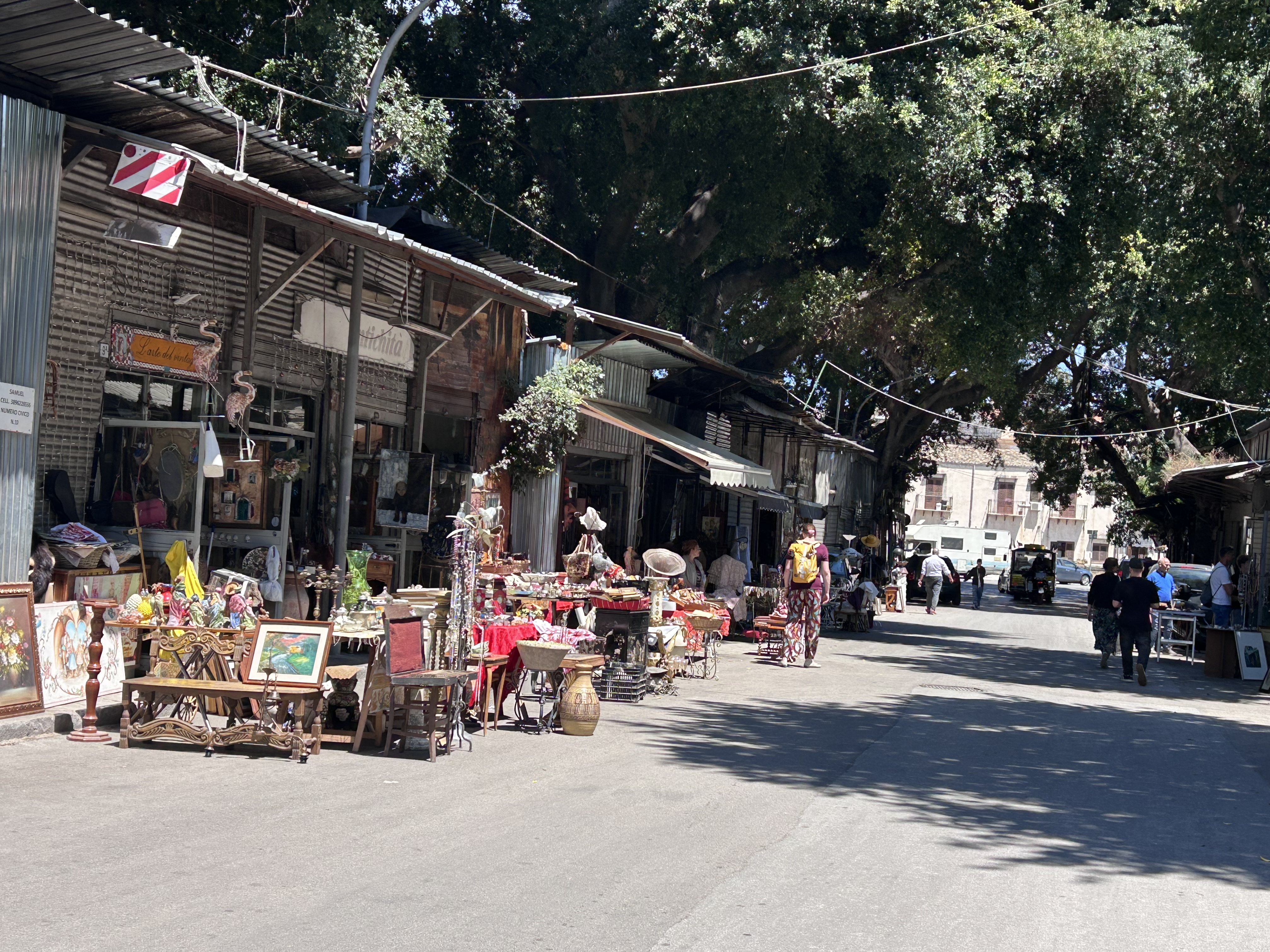
Uno dei vari negozi di venditori (2025).

Nato nel 1949, è prodotto di una microeconomia postbellica povera guidata dai rigattieri che raccoglievano articoli usati dai palazzi nobiliari e li rivendevano nell'area dove è poi sorto il Palazzo di Giustizia, nota come piazza Marmi. Fra questi è nota la figura di Giuseppe Virruso, raccoglitore di ferro e cuscinetti a sfera, tra i fondatori del mercatino.
Un giorno del gennaio 1949, Virruso, durante uno dei giri che giornalmente effettuava con il suo carrettino pieno di ferri, si fermò presso la dimora dei principi Lanza di Trabia, la Villa Trabia. Lì, il factotum della famiglia, il parmense Armando Rolli, gli diede otto sacchi pieni di vecchi utensili di rame e 250 lire come regalia per portare via gli oggetti.
Virruso portò la merce a piazza Marmi e in meno di due giorni riuscì a vendere tutto guadagnando circa 15 mila lire, decidendo di conseguenza di iniziare a bussare ai portoni dei palazzi nobiliari del centro storico in cerca di oggetti usati da raccattare.
Al suo seguito si aggiunsero altri rigattieri come Saro Occhipinti e Michele Savasta, ma dopo due anni i tre furono costretti a lasciare piazza Marmo, trasferendosi nella zona di piazza Domenico Peranni, il cosiddetto u Papireto.
Qui i mercanti innalzarono le prime baracche, realizzate con materiale di risulta e addossate ai tronchi degli alberi di ippocastano della zona che fungevano da struttura portante e garantivano ombra e frescura durante il periodo estivo. In brevissimo tempo i venditori diventarono dieci e sul finire degli anni Cinquanta si triplicarono.

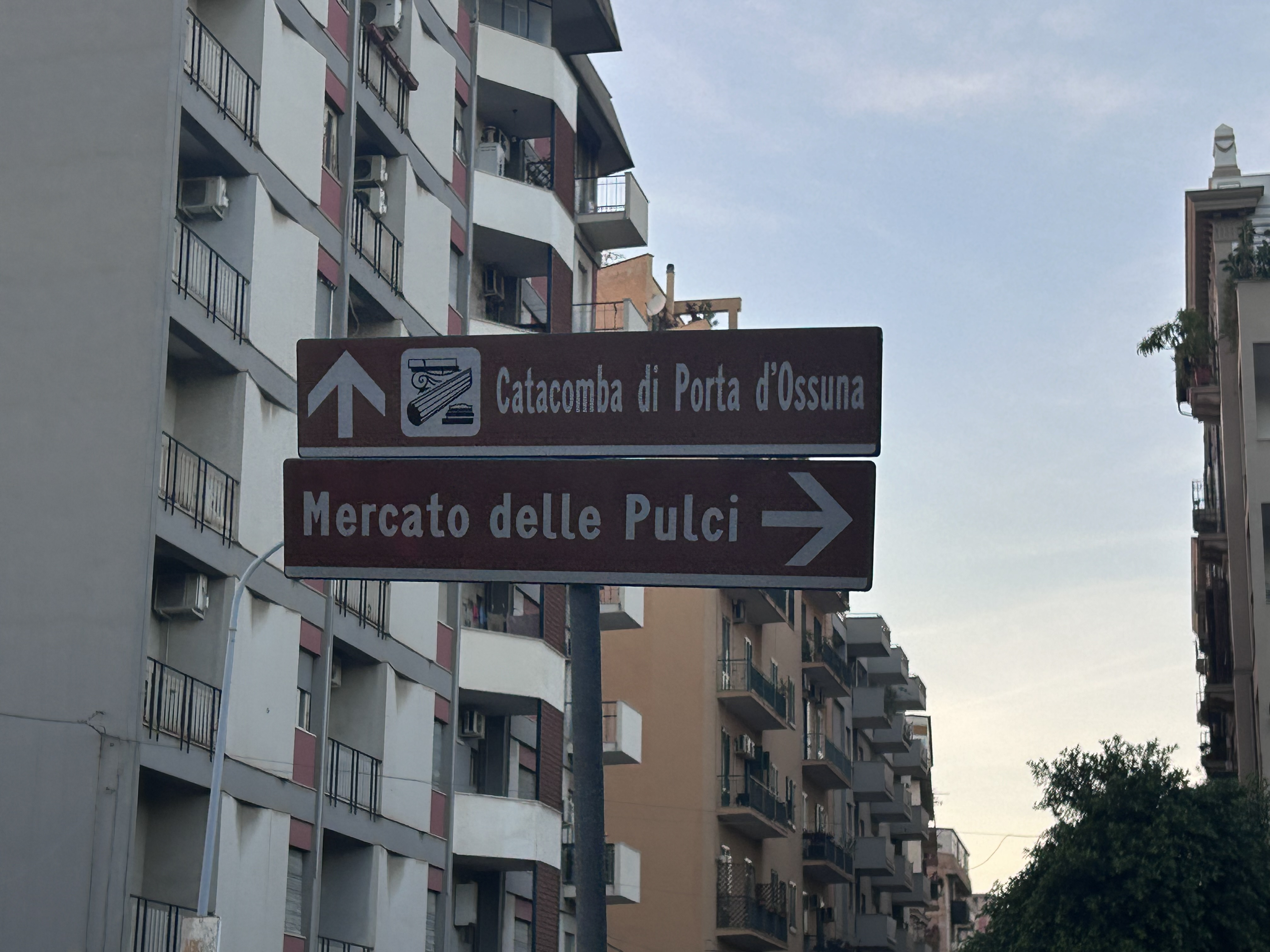
Segnaletica che indica la presenza del Mercatino.

Nel 1962 il Comune di Palermo trasformò la strada in asse di scorrimento e in quel periodo il mercato visse il periodo di massimo splendore e vide la vendita di tavoli e scrittoi del XVIII secolo, ceramiche da farmacia del Seicento, dipinti di buona fattura, argenti sacri e persino un dipinto del pittore fiammingo Antoon van Dyck.